# Dexosarcophaga rafaeli
Dexosarcophaga rafaeli är en tvåvingeart som beskrevs av Tibana och Guilherme A.M.Lopes 1991. Dexosarcophaga rafaeli ingår i släktet Dexosarcophaga och familjen köttflugor. Inga underarter finns listade i Catalogue of Life.